# Diplophoenicus fleutiauxi
Diplophoenicus fleutiauxi is een keversoort uit de familie Cebrionidae. De wetenschappelijke naam van de soort is voor het eerst geldig gepubliceerd in 2003 door Dolin & Girard.